# Associazione Calcio Milan 1945-1946
Questa voce raccoglie le informazioni riguardanti l'Associazione Calcio Milan nelle competizioni ufficiali della stagione 1945-1946.

## Stagione

Héctor Puricelli, al Milan come giocatore dal 1945 al 1949. Allenò i rossoneri dal 1955 al 1956

La Federazione non riesce a organizzare subito dopo la fine della seconda guerra mondiale un campionato nazionale, a causa dei problemi cagionati dal conflitto. Le difficoltà risiedono principalmente nei trasporti e quindi viene deciso di organizzare due tornei, uno nel Nord Italia e l'altro in Italia centromeridionale. Le prime quattro squadre di ogni girone parteciperanno poi a un girone finale, il cui vincitore diventerà campione d'Italia. Sulla panchina del Milan c'è il ritorno di Adolfo Baloncieri, che sostituisce Giuseppe Santagostino.
Il Milan, dopo una partenza pessima, disputa una seconda parte del torneo del Nord Italia ottima e quindi si qualifica, dopo aver superato il Brescia in un doppio spareggio, al girone finale della Divisione Nazionale, dove arriva 3º classificato, dietro al Torino campione d'Italia, ed alla Juventus. Tra i migliori giocatori della stagione ci sono Omero Tognon ed Ettore Puricelli. Il Milan gioca le gare casalinghe principalmente all'Arena Civica: a San Siro disputa solamente gli incontri dove ci si aspettava l'arrivo di molti spettatori.

## Divise
| Casa | Trasferta | Terza divisa |

## Organigramma societario
Area direttiva
- Presidente: Umberto Trabattoni
- Vice presidente: Mario Mauprivez

Area tecnica
- Allenatore: Adolfo Baloncieri
- Direttore tecnico: Antonio Busini
- Massaggiatore: Guglielmo Zanella

## Rosa
| N. |                   | Ruolo | Calciatore                   |
| -- | ----------------- | ----- | ---------------------------- |
|    | Italia (bandiera) | P     | Gianni Mattioni              |
|    | Italia (bandiera) | P     | Giovanni Rossetti            |
|    | Italia (bandiera) | P     | Duilio Zotti                 |
|    | Italia (bandiera) | D     | Andrea Bonomi                |
|    | Italia (bandiera) | D     | Giovanni Clocchiatti         |
|    | Italia (bandiera) | D     | Gianni Toppan                |
|    | Italia (bandiera) | D     | Luigi Zorzi                  |
|    | Italia (bandiera) | C     | Carlo Annovazzi              |
|    | Italia (bandiera) | C     | Giuseppe Antonini (capitano) |

| N. |                   | Ruolo | Calciatore           |
| -- | ----------------- | ----- | -------------------- |
|    | Italia (bandiera) | C     | Felice Cerri         |
|    | Italia (bandiera) | C     | Aredio Gimona        |
|    | Italia (bandiera) | C     | Giorgio Granata      |
|    | Italia (bandiera) | C     | Luigi Rosellini      |
|    | Italia (bandiera) | C     | Omero Tognon         |
|    | Italia (bandiera) | C     | Piero Trapanelli     |
|    | Italia (bandiera) | A     | Mario Siro Bandirali |
|    | Italia (bandiera) | A     | Domenico Cremonesi   |
|    | Italia (bandiera) | A     | Ettore Puricelli     |

## Calciomercato
| Acquisti | Acquisti             | Acquisti            | Acquisti |
| R.       | Nome                 | da                  | Modalità |
| -------- | -------------------- | ------------------- | -------- |
| A        | Mario Bandirali      | Fanfulla            | -        |
| D        | Felice Cerri         | Como                | -        |
| D        | Giovanni Clocchiatti | Udinese             | -        |
| A        | Domenico Cremonesi   | Cremonese           | -        |
| C        | Aredio Gimona        | Pro Gorizia         | -        |
| P        | Gianni Mattioni      | Aosta               | -        |
| A        | Héctor Puricelli     | Bologna             | -        |
| C        | Luigi Rosellini      | Napoli              | -        |
| C        | Omero Tognon         | Padova              |          |
| A        | Piero Trapanelli     | Cremonese           | -        |
| P        | Duilio Zotti         | C.R.D.A. Monfalcone | -        |

| Cessioni | Cessioni           | Cessioni     | Cessioni |
| R.       | Nome               | a            | Modalità |
| -------- | ------------------ | ------------ | -------- |
| A        | Bruno Arcari       | Bologna      | -        |
| A        | Savino Bellini     | Varese       | -        |
| A        | Aldo Boffi         | Atalanta     | -        |
| A        | Franco Canali      | Meda         |          |
| A        | Achille Casanchini | Stradellina  |          |
| C        | Luigi Ganelli      | Piacenza     |          |
| A        | Umberto Guarnieri  | Legnano      |          |
| D        | Sergio Marchi      | Pavia        |          |
| C        | Pietro Rebuzzi     | Andrea Doria |          |
| C        | Paolo Todeschini   | Bologna      |          |
| D        | Franco Ventura     | Seregno      |          |

## Risultati

### Divisione Nazionale

#### Girone di andata
| Arbitro: | Bertolio (Torino) |

|           |           |  |
| Genta 72’ | Marcatori |  |

| Arbitro: | Scotto (Savona) |

|            |           |                  |
| Gimona 27’ | Marcatori | 86’ (rig.) Piola |

| Arbitro: | Tassini (Verona) |

|                              |           |                          |
| Piero Suppi 64’ Bassetto 70’ | Marcatori | 59’ Puricelli 65’ Gimona |

| Arbitro: | Silvano (Torino) |

|              |           |                             |
| Puricelli 7’ | Marcatori | 10’, 63’ Candiani 58’ Penzo |

| Venezia 18 novembre 1945 5ª giornata | Venezia           | 0 – 0 | Milan | Stadio Pier Luigi Penzo (9 000 spett.)\| Arbitro: \| Galeati (Bologna) \| |
| Arbitro:                             | Galeati (Bologna) |       |       |                                                                           |

| Arbitro: | Savio (Torino) |

|                            |           |  |
| Antonini 52’ Puricelli 62’ | Marcatori |  |

| Arbitro: | Bernardi (Bologna) |

|                                       |           |  |
| Loik 21’, 57’ (rig.) Mazzola 69’, 83’ | Marcatori |  |

| Arbitro: | Maglio (Torino) |

|               |           |                  |
| Puricelli 79’ | Marcatori | 58’, 79’ Baldini |

| Arbitro: | Canavesio (Torino) |

|                  |           |               |
| Sentimenti V 64’ | Marcatori | 28’ Puricelli |

| Arbitro: | Silvano (Torino) |

|             |           |                      |
| Fiorini 52’ | Marcatori | 31’ Gimona 73’ Zorzi |

| Arbitro: | Bonivento (Venezia) |

|                   |           |                                   |
| Puricelli 2’, 24’ | Marcatori | 40’ (rig.) Arcari IV 60’ Cappello |

| Arbitro: | Moretti (Genova) |

|  |           |                       |
|  | Marcatori | 10’ Gimona 24’ Bonomi |

| Arbitro: | Agnolin (Bassano del Grappa) |

|                                     |           |                |
| Puricelli 14’ Gimona 36’ Bonomi 40’ | Marcatori | 89’ Rebuzzi II |

#### Girone di ritorno
| Arbitro: | Canavesio (Torino) |

|            |           |  |
| Gimona 54’ | Marcatori |  |

| Arbitro: | Scotto (Savona) |

|                         |           |                         |
| Magni 22’ Depetrini 45’ | Marcatori | 2’ Gimona 21’ Cremonesi |

| Arbitro: | Zilli (Reggio Emilia) |

|                        |           |                                     |
| Granata 68’ Gimona 88’ | Marcatori | 7’, 18’, 48’ Bassetto 69’ Marchetti |

| Arbitro: | Bellè (Venezia) |

|                       |           |  |
| Achilli 50’ Penzo 67’ | Marcatori |  |

| Arbitro: | Boffardi (Genova) |

|                    |           |             |
| Rosellini 26’, 40’ | Marcatori | 44’ Pernigo |

| Arbitro: | Pizzato (Mestre) |

|              |           |                             |
| Colaussi 32’ | Marcatori | 34’ Puricelli 52’ Rosellini |

| Arbitro: | Galeati (Bologna) |

|                                |           |                                        |
| Gimona 32’ Ballarin 51’ (aut.) | Marcatori | 66’ Ossola 69’ Gabetto 80’ Castigliano |

| Arbitro: | Agnolin (Bassano del Grappa) |

|                    |           |                             |
| Baldini 27’ (rig.) | Marcatori | 12’ Puricelli 61’ Annovazzi |

| Arbitro: | Silvano (Torino) |

|             |           |  |
| Antonini 3’ | Marcatori |  |

| Arbitro: | Canavesio (Torino) |

|                               |           |  |
| Rosellini 23’, 84’ Gimona 89’ | Marcatori |  |

| Arbitro: | Silvano (Torino) |

|                |           |                          |
| Todeschini 81’ | Marcatori | 25’ Rosellini 62’ Gimona |

| Arbitro: | Parpaiola (Padova) |

|                          |           |               |
| Puricelli 14’ Bonomi 68’ | Marcatori | 49’ Stombelli |

| Arbitro: | Galeati (Bologna) |

|                |           |  |
| Salvi 25’, 83’ | Marcatori |  |

#### Spareggio
| Arbitro: | Scorzoni (Bologna) |

|            |           |               |
| Quario 54’ | Marcatori | 37’ Rosellini |

| Arbitro: | Silvano (Torino) |

|                     |           |                |
| Puricelli 70’, 103’ | Marcatori | 27’ Defilippis |

### Girone finale

#### Girone di andata
| Arbitro: | Pizziolo (Firenze) |

|             |           |  |
| Barbieri 2’ | Marcatori |  |

| Arbitro: | Fois (Roma) |

|                                         |           |  |
| Mazzola 4’ Castigliano 12’ Ferraris 79’ | Marcatori |  |

| Arbitro: | Silvano (Torino) |

|                    |           |  |
| Annovazzi 24’, 62’ | Marcatori |  |

| Arbitro: | Gamba (Napoli) |

|            |           |  |
| Tognon 34’ | Marcatori |  |

| Arbitro: | Zelocchi (Modena) |

|           |           |           |
| Zorzi 82’ | Marcatori | 83’ Magni |

| Arbitro: | Scorzoni (Bologna) |

|                                       |           |                        |
| Gimona 35’ Rosellini 36’ Antonini 75’ | Marcatori | 13’ Penzo 32’ Candiani |

| Bari 9 giugno 1946 7ª giornata | Bari           | 0 – 2 A tav. | Milan | Stadio della Vittoria (10 000 spett.)\| Arbitro: \| Dattilo (Roma) \| |
| Arbitro:                       | Dattilo (Roma) |              |       |                                                                       |

#### Girone di ritorno
| Arbitro: | Bertolio (Torino) |

|                             |           |                                       |
| Rosellini 28’ Annovazzi 46’ | Marcatori | 23’ Lushta 29’ Di Costanzo 80’ Busani |

| Arbitro: | Bernardi (Genova) |

|                                 |           |  |
| Grezar 31’ (aut.) Puricelli 51’ | Marcatori |  |

| Arbitro: | Galeati (Bologna) |

|                        |           |                            |
| Krieziu 36’ Amadei 40’ | Marcatori | 48’ Antonini 56’ Puricelli |

| Arbitro: | Fois (Roma) |

|               |           |  |
| Puricelli 83’ | Marcatori |  |

| Arbitro: | Bellè (Venezia) |

|                                         |           |            |
| Sentimenti III 34’, 67’ Rava 46’ (rig.) | Marcatori | 36’ Gimona |

| Arbitro: | Dattilo (Roma) |

|  |           |               |
|  | Marcatori | 64’ Puricelli |

| Arbitro: | Silvano (Torino) |

|                                                                                    |           |  |
| Annovazzi 1’, 41’ Gimona 2’, 46’, 75’ Carlini 52’ (aut.) Rosellini 69’ Granata 75’ | Marcatori |  |

## Statistiche

### Statistiche di squadra
| Competizione        | Punti | In casa | In casa | In casa | In casa | In casa | In casa | In trasferta | In trasferta | In trasferta | In trasferta | In trasferta | In trasferta | Totale | Totale | Totale | Totale | Totale | Totale | DR  |
| Competizione        | Punti | G       | V       | N       | P       | Gf      | Gs      | G            | V            | N            | P            | Gf           | Gs           | G      | V      | N      | P      | Gf     | Gs     | DR  |
| ------------------- | ----- | ------- | ------- | ------- | ------- | ------- | ------- | ------------ | ------------ | ------------ | ------------ | ------------ | ------------ | ------ | ------ | ------ | ------ | ------ | ------ | --- |
| Divisione Nazionale | 46    | 20      | 12      | 3       | 5       | 42      | 24      | 20           | 7            | 5            | 8            | 21           | 28           | 40     | 19     | 8      | 13     | 63     | 52     | +11 |

### Statistiche dei giocatori
| Giocatore      | Divisione Nazionale | Divisione Nazionale |
| Giocatore      | Presenze            | Reti                |
| -------------- | ------------------- | ------------------- |
| C. Annovazzi   | 31                  | 6                   |
| G. Antonini    | 38                  | 4                   |
| M. Bandirali   | 9                   | 0                   |
| A. Bonomi      | 38                  | 3                   |
| F. Cerri       | 38                  | 0                   |
| G. Clocchiatti | 16                  | 0                   |
| D. Cremonesi   | 5                   | 1                   |
| A. Gimona      | 40                  | 16                  |
| G. Granata     | 13                  | 2                   |
| G. Mattioni    | 1                   | -2                  |
| H. Puricelli   | 37                  | 17                  |
| L. Rosellini   | 40                  | 10                  |
| G. Rossetti    | 14                  | -18                 |
| O. Tognon      | 42                  | 0                   |
| G. Toppan      | 33                  | 0                   |
| P. Trapanelli  | 1                   | 0                   |
| L. Zorzi       | 39                  | 2                   |
| D. Zotti       | 27                  | -34                 |